# Antonio Franco (brigante)
Antonio Franco, da alcuni chiamato Antonio Di Franco (Francavilla in Sinni, 8 ottobre 1832 – Potenza, 30 dicembre 1865), è stato un brigante italiano.

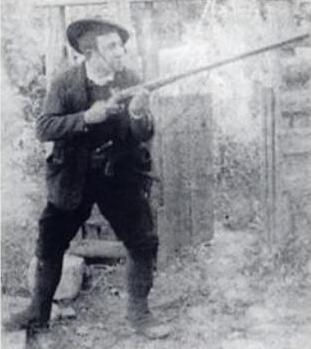
Antonio Franco

Soprannominato Lupo del Pollino, è stato, assieme a Carmine Crocco, il più grande capobrigante lucano durante il Risorgimento. Agendo dalle zone del Pollino fino a Sapri (SA), la sua banda era anche molto attiva nelle zone di Cosenza. Affiancato dalla sua compagna (nonché brigantessa) Serafina Ciminelli, era molto temuto nei suoi territori e non esitava a derubare e sequestrare ricchi signori, spesso con espedienti molto aggressivi. Sebbene i suoi metodi fossero poco ortodossi, da alcuni era considerato un eroe, che depredava i nobili per aiutare economicamente i poveri contadini della zona.

## Biografia

### Inizi
Giuseppe Antonio Franco nasce a Francavilla in Sinni da una famiglia di contadini, parte ben presto per la leva militare sotto il governo borbonico alla volta di Lagonegro, all'epoca il reggimento più vicino al suo paese. Sul campo militare Franco, grazie al suo carattere furbo, riesce a distinguersi arrivando a raggiungere il grado di Sergente, riconoscimento che lo rese molto onorato come affermò lui stesso in seguito.
Franco tornò a Francavilla quando il governo borbonico cadde. Tornato nel suo paese natale rincontrò Serafina Ciminelli, una ragazza che non nascondeva un certo interesse verso di lui. La sorte vuole, però, che la ragazza era legata all'allora sindaco del paese Dottor Grimaldi che alla saputa del ritorno di Franco escogitò un tranello per aggirarlo. Il dott. Grimaldi scrisse una lettera e si recò da Franco chiedendogli gentilmente di portarla a Lagonegro dal Luogotenente, inoltre si raccomandò a Franco di non aprirla per nessuna ragione al mondo.
Antonio accettò di buon grado ed era, anzi, onorato di fare un piacere ad una persona nobile del suo paese e quindi partì il giorno successivo per la meta. Durante il viaggio, nelle prossimità di Lauria, Antonio incontra un suo ex amico con il quale aveva svolto il servizio militare, i due si salutarono e cenarono insieme, alla fine Franco ci incuriosì molto e insieme al suo amico decise di leggere (aveva imparato a leggere quando era un soldato) la lettera e constatò che il contenuto era una vera e propria condanna nei suoi confronti, nella lettera infatti, il Sindaco pregava di tenere in carcere Antonio Franco perché ex sergente borbonico pericoloso per il loro governato. Franco, dunque, invertì la sua rotta e preso dalla rabbia tornò al suo paese per tendere una trappola all'uomo che lo voleva ingannare.
Franco insieme a suoi amici attirò il sindaco facendo scorribande nel suo campo di grano, lo catturò e lo portò nelle alture sopra il paese sinnico. Dopo avergli fatto raccogliere della legna lo legò e lo bruciò vivo cavandogli addirittura gli occhi. Da quel momento Franco e i suoi pochi amici diventarono latitanti.
La fama del brigante e dei suoi compagni si espanse a dismisura nel territorio del Pollino calabro-lucano, la costa jonica e nella vicina provincia del salernitano.

### L'inizio del brigantaggio
La banda di Franco assalì parecchi uomini importanti derubandoli e chiedendo poi il riscatto, se tutto andava liscio la banda rilasciava gli ostaggi ma se un solo puntino del piano andava storto i lupi non si facevano scrupoli. Ma adesso la banda aveva studiato un piano allettante, alcune famiglie nobilissime di Senise si erano recate a Maratea per i bagni d'estate e per farlo avevano attraversato i boschi di Castelluccio. La banda capì subito che quello era un colpo da non perdere, le famiglie in questione, erano i Sole, i Donnaperna, i Tufarelli e i Marcone, erano ricchissimi e avrebbero sicuramente pagato qualsiasi riscatto.
C'era però un problema che la banda si era posto, le famiglie già numerose erano scortate da altrettante numerose guardie e la banda da sola non ce l'avrebbe fatta. Servivano dunque complici e servivano in fretta, le famiglie, probabilmente alla sera sarebbero tornate. Antonio allora, decise di salire sul Pollino e si recò sulla sponda calabrese del massiccio. Qui vi agivano varie bande. Alla veduta dell'arrivo di Franco e gli altri le bande uscirono allo scoperto per vedere cosa potessero volere quegli intrusi. Franco conobbe Francesco Lavello, capo di una banda con pochi uomini, come la sua, gli propose l'allettante affare e il Lavello subito accettò, ma erano ancora pochi.
Allora la banda calabrese gli presentò un'altra banda, quella di Egidio Pugliese, un gruppo di briganti molto grande e molto spietato che agiva nella zona di Cosenza. Ovviamente nemmeno la banda del Pugliese rifiutò e le tre bande con circa 25 uomini cominciarono a studiare il piano. Intanto mentre si posizionavano nel bosco di Castelluccio, il bosco Anginiello, un certo Magno Giuseppe, criminale di piccola taglia sfuggito alla giustizia si volle spontaneamente aggregare al gruppo. Non sapevano chi fosse, ma era un uomo molto prestante fisicamente e per quel colpo andava bene, poi essendo della zona poteva risultare molto utile.
Dopo poche ore di appostamento le famiglie con guardie nazionali e carabinieri arrivarono, i criminali bramosi delle prede gli piombarono addosso con urla spaventose e in pochissimo tempo ebbero la meglio sul numeroso gruppo vacanziero. Anche se ci furono dei feriti e dei morti durante l'assalto. Uno di questi feriti fu un certo Giuseppe Sole, che con un colpo di pistola uccise un uomo. Lo stesso Sole venne colpito alla nuca con un colpo di ascia, curato poi dagli stessi briganti con un pezzo di lardo, per evitarne la morte e quindi il mancato riscatto. Negli scontri, le donne furono derubate di ogni bene ma poi liberate (solo il nuovo aggiunto Magno cercò di violentarne qualcuna, ma fu fermato dai francavillesi) le guardie furono invece uccise senza pietà e i ricchi civili furono legati e portati sul Pollino. Tutto era andato per il verso giusto e adesso bisognava subito chiedere il riscatto. La richiesta arrivò il giorno seguente, i briganti volevano 100.000 lire per liberare gli ostaggi.
Le ricche famiglie senisesi non persero tempo e gli fecero avere subito i soldi richiesti. Le bande si divisero il bottino più o meno in parti uguali e si salutarono, liberarono gli ostaggi e fecero perdere ogni traccia. Per la banda era un grande successo, non solo economico ma anche di prestigio, la banda di Franco aveva fatto conoscere anche ai calabresi di che pasta era fatta, aveva fatto capire a tutti che quella zona era la loro. Intanto Magno, che aveva collaborato al colpo chiede alla banda di aggregarsi, e se pur non volentieri, venne accettato.

### La banda di Franco e i Saracinari

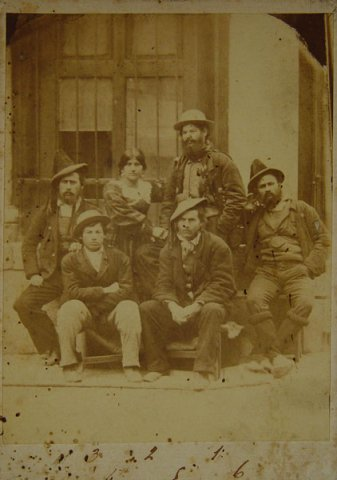
Franco (primo a sinistra) con alcuni membri della sua banda

La banda dei Saracinari era una banda composta da una ventina di uomini e capitanata da Carlo Di Napoli e Domenico Di Pace, nativi di Saracena, in Calabria. Era una banda che con la sua azione delittuosa sparse il terrore e lo sconforto tra le popolazioni del Pollino calabrese. La banda ebbe i primi contatti con quella di Franco quando decise di voler trasferirsi nella parte lucana del Pollino. Per capire bene l'azione delle due bande basta prendere in considerazione le testimonianze di Francesco Bellizzi di San Basile, un giovane agricoltore che lavora per conto di un ricco signore calabrese.

Il Bellizzi racconta: 
(Bellizzi)

La banda di Franco e i Saracenari prima di passare in Basilicata bivaccò sui monti di Serragrifa, mangiando pecore rubate. Dopo essersi divise le due bande si diedero appuntamento sulle montagne sopra Francavilla. Nel luglio dello stesso anno il Bellizzi racconta: 
(Bellizzi)
La lettera venne consegnata a Leonardo Pugliese detto Mezzanotte di Morano. L'ostaggio venne trattato bene e dopo 10 giorni fu liberato. Il Franco gli diede una lettera da consegnare al Sindaco di Morano, lo stesso Marzano descriverà il Franco come un uomo furbo che portava dietro una bandiera borbonica e parlava di politica incolpando lo stato italiano di averlo ridotto a scorrere la campagna. I briganti nella lettera al sindaco per dimostrargli il loro coraggio raccontarono di essere stati a Morano a passeggiare alla Maddalena, verso le 2 di notte, di aver mangiato e bevuto, di aver visto le guardie nazionali che giocavano a carte nel posto di guardia e due carabinieri in perlustrazione. Intanto, il Marzano padre, letta la lettera del Franco gli inviò subito 5.000 lire, 5 grossi pani, prosciutti e vestiti.

Il Franco andò su tutte le furie, dicendo che il Marzano non aveva a cuore per figlio e gli restituì la roba, solo dopo che il Marzano gli fece avere altri 20.000 lire il Franco liberò il figlio. Dopo quel colpo le due bande si divisero nuovamente. I saracenari tornarono in Calabria, 
 Infatti, la banda di Franco, grazie al suo coraggio, riuscì ad affrontare un semi esercito di guardie e salvare la banda dei Saracenari che era stata colta di sorpresa dalle guardie durante la notte.

### La cattura e la morte
Il 27 dicembre 1865 Antonio Franco e Serafina Ciminelli con Di Napoli, Di Pace e Di Benedetto partiranno alla volta di Latronico dove il Capitano Gesualdi di Lagonegro aveva loro promesso dei nuovi passaporti, i briganti, intanto, saranno ospiti di un fidato amico del Capitano Gesualdi, un certo Venanzio Zambrotti, non a Latronico ma a Lagonegro. In casa Zambrotti è grande festa con grandi banchetti natalizi, Franco e gli altri si sentono al sicuro, il sig. Zambrotti presenta al Franco un fidatissimo amico del Gesualdi, il sottoprefetto della guardia nazionale Giovanni Di Lorenzo.
La sicurezza a cui si sentono sottoposti ora i briganti è tanta, al punto che il gruppetto si permette di passeggiare per il paese in attesa del Capitano Gesualdi. Per Franco è l'ultima camminata in libertà, vede la gente normale che vive il periodo natalizio come un momento speciale, maiali uccisi per ricavarne carne succulenta, proprio come faceva la sua famiglia quando lui era piccolino. Pur provando ad immaginare il suo futuro Franco non riusciva a realizzare nella sua mente nessuno scenario, pensava che una volta avuti i passaporti, se la sarebbero cavati, lui e la sua donna Teresa, come sempre, buttandosi in avventure burrascose.
Il tempo passa e il sig. Zambrotti gli avverte che tra meno di mezz'ora si va tutti a tavola per una cena natalizia che ricorderanno a lungo. Ben sette donne erano intente a cucinare per quegli uomini, pasta e carne di ogni genere, in griglia al sugo o fritta, e in più tanto, tantissimo vino. È il 28 dicembre del 1865, sono le otto di sera e i briganti con il sig. Zambrotti stanno prendendo posto nella tavola allestita per la serata. C'è la famiglia Zambrotti, composta da circa dieci persone, un paio di amici del padrone di casa, un'altra decina circa e ci sono loro, i briganti al numero di cinque.
Ma non solo ci sono due ragazzini con la chitarra che allietano il banchetto con simpaticissime canzoncine che creano tantissima ilarità tra quei briganti che solo pochi giorni prima avevano conosciuto soltanto le emozioni opposte. Ma non c'è tempo per i ricordi, quello che sta succedendo è sogno ad occhi aperti, una nuova vita li aspetta e intanto li offre un natale fatto di banchetti e risate, di vino e musichette. La serata proseguiva benissimo per tutto ma la sorpresa è lì che li aspetta, Il Capitano Gesualdi tese loro una trappola, e i suoi complici, sono tutti lì, la famiglia Zambrotti e ogni singola persona presente in quella casa, altro non è che un complice del tradimento infame dell'amico Gesualdi.
Antonio Franco e gli altri non lo sanno e non ci crederanno nemmeno dopo, non avranno tempo per crederci, non avranno questa volta tempo per la vendetta. Il piano del Gesualdi sta andando benissimo, i briganti sono inerti chiusi in una casa, avvinazzati e deboli mentalmente, lui si sta dirigendo da loro con 45 uomini della guardia nazionale, armati fino ai denti, il Capitano è pronto ad andargli a consegnare il passaporto, ma non per espatriare dall'Italia ma in un altro mondo, quello dei morti. Il Capitano fa circondare la casa Zambrotti da ben 25 uomini, che con i fucili puntati verso le uscite della casa sono pronti a sparare al suo ordine, altri 25 faranno irruzione nella casa appena dopo il segnale del sig. Zambrotti che farà evacuare tutti i presenti prima dell'operazione militare.
Dalla casa si sentono risate e suona di chitarra, poi pian piano si va sempre di più affievolendo il baccano. Intorno a mezzanotte il signor Zambrotti fa cominciare ad uscire tutti i presenti, e dopo aver lasciato anch'esso l'abitazione dà l'ok al Capitano. L'irruzione avviene immediatamente, 25 guardie salgono velocemente le scale strette e trovano i briganti avvinazzati e in dormi veglia. Alla vista di ciò, Franco ha un sussulto, rimane immobilizzato, è stato tradito. Ma in quella frazione di secondo i tre saracinari non rinunciarono alla resistenza e si scagliarono contro il più numeroso gruppo avverso, la colluttazione fu violentissima, il Franco e i tre calabresi quasi gli atterrano tutti a calci e pugni, ma sono troppi, ogni tanto ne salgono altri con fucili puntati e i briganti devono arrendersi.
Incredulo Franco, assieme alla sua Serafina, viene legato con catene di ferro e caricato su di una carrozza, così furbo, così astuto era caduto nelle mani della polizia in modo ingenuo. Il Capitano Gesualdi non c'è, Franco durante il viaggio lo cerca con lo sguardo ma non c'è. È l'epilogo di Franco e la sua banda, è l'epilogo anche per i capi dei Saracinari. Il 30 dicembre 1865 Antonio Franco fu condannato a morte a Potenza, condanna eseguita, dopo essere stato fotografato, mediante fucilazione. Stessa sorte toccò ai Saracinari mentre per Serafina si prospettò una condanna ai lavori forzati per ben 15 anni che non scontò completamente perché morì per setticemia nel carcere stesso.